# Mandy Bright
Mandy Bright (Budapest, 12 de abril de 1978) es una actriz pornográfica y directora húngara retirada.

## Biografía
Mandy Bright, nombre artístico de Mónika Krisztina Kóti, nació en Budapest (Hungría) el 12 de abril de 1978. Antes de dedicarse a su carrera como actriz, trabajó en un taller de vestuario. Su primera oportunidad como actriz le llegó en 2001, a los 22 años de edad, con el sello Private. Trabajó como protagonista en varias producciones de Anabolic Video, Red Light District, Wicked Pictures, Zero Tolerance, New Sensations, 3rd Degree, Metro, Pure Play Media, 21Sextury, Magma, Elegant Angel, Sin City o Evil Angel.
Una de sus primeras películas fue 110 % Natural, dirigida por Toni Ribas y cuya totalidad del elenco femenino eran actrices porno húngaras, como la propia Bright, Sophie Evans, Lisa Sparkle o Lara Stevens.
Otras películas reseñables de su filmografía son B As In Beautiful, con Tera Bond y Brigitta Bulgari, y Big Mommy Boobs con Carmella Bing, Cheyenne Hunter, Devon Lee y Wanda Curtis.
En el año 2004 fue proclamada Artista femenina extranjera del año en los Premios AVN.
Además de su faceta como actriz, también se ha distinguido por su labor tras las cámaras. En total, ha grabado 12 películas como directora, destacando títulos como Evil Nurse, Fetish Fantasy, Phetish Phantasy o To Be My Girl.
Mandy Bright decidió retirarse de la industria en 2013, dejando tras de sí más de 560 películas rodadas como actriz y 12 como directora.

## Premios y nominaciones
| Año  | Ceremonia   | Resultado | Premio                                        | Trabajo                    |
| ---- | ----------- | --------- | --------------------------------------------- | -------------------------- |
| 2003 | Premios AVN | Nominada  | Mejor escena de sexo lésbico en grupo         | Faust: The Power of Sex    |
| 2004 | Premios AVN | Ganadora  | Artista femenina extranjera del año           | —                          |
| 2005 | Premios AVN | Nominada  | Mejor escena de sexo en producción extranjera | Euro Angels: Hardball 24   |
| 2005 | Premios AVN | Nominada  | Artista femenina extranjera del año           | —                          |
| 2006 | Premios AVN | Nominada  | Artista femenina extranjera del año           | —                          |
| 2006 | Premios AVN | Nominada  | Mejor escena de sexo en grupo                 | Lexie & Monique Love Rocco |
| 2007 | Premios AVN | Nominada  | Mejor escena de sexo en producción extranjera | Addiction                  |
| 2007 | Premios AVN | Nominada  | Artista femenina extranjera del año           | —                          |
| 2011 | Premios AVN | Nominada  | Mejor escena de sexo en producción extranjera | A Fucking Christmas Dinner |